# Bistum Líbano-Honda
Das Bistum Líbano-Honda (lat.: Dioecesis Libanus-Hondanus, span.: Diócesis de Líbano-Honda) ist eine in Kolumbien gelegene römisch-katholische Diözese mit Sitz in Líbano und Honda. 

## Geschichte
Das Bistum Líbano-Honda wurde am 8. Juli 1989 durch Papst Johannes Paul II. mit der Päpstlichen Bulle Ita iam aus Gebietsabtretungen des Erzbistums Ibagué errichtet und diesem als Suffraganbistum unterstellt.

## Bischöfe von Líbano-Honda
- José Luis Serna Alzate IMC, 1989–2002
- Rafael Arcadio Bernal Supelano CSsR, 2003–2004
- José Miguel Gómez Rodríguez, 2004–2015
- José Luis Henao Cadavid, seit 2015